# 何塞·巴斯高·伊·瓦爾加斯

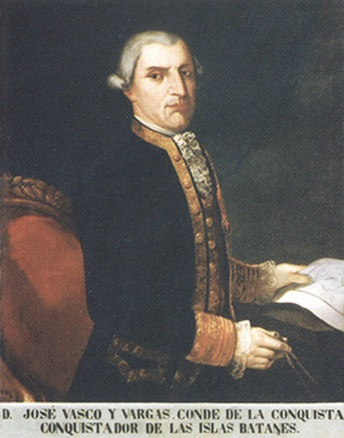
José Basco y Vargas

何塞·巴斯高·伊·瓦爾加斯，(1733-1805)，是西班牙海軍的軍官，第53任菲律賓總督，由1778年到1787年在任。他也是在西班牙統治菲律賓時期最重視經濟的總督。

## 菲律賓總督
他在任內建立了國家之友經濟協會，這恢復了菲律賓的煙草業，為菲律賓出口農業的起飛確立了基礎。對外國零售商，主要是前往馬尼拉完成產品出口的英美兩國的理論上的非法活動採取寬容政策(因當時菲律賓只可與西班牙及其他殖民地交易)。他還使菲律賓從新西班牙副王區和中國的貿易中獨立出來。他也建立了改革措施，包括激勵棉花，甘蔗種植和香料，礦業的生產，以及獎勵科學改革。
1782年，巴斯科派遣了一個探險隊，使巴丹群島的伊萬特人同意成為西班牙國王的臣民。1783年6月26日，約瑟夫·韋爾瓦·梅爾加霍成為巴丹省的第一任州長。到1789年1月21日，國王卡洛斯三世因他征服巴丹群島的功勞授予他征服者的頭銜。1787年11月22日，他的職務被彼得羅·德·薩里奧接替。